# ザ・モンサント・イヤーズ
『ザ・モンサント・イヤーズ』（The Monsanto Years）は、カナダ系アメリカ人のシンガーソングライターニール・ヤングとアメリカのロックグループ、プロミス・オブ・ザ・リアルによる37枚目のスタジオアルバムで、2015年6月29日にリプリーズ・レコードからリリースされた。 農業ビジネス企業モンサントを批判したコンセプト・アルバムで、 ヤングの35枚目のスタジオ・アルバムであり、プロミス・オブ・ザ・リアルの3枚目のアルバムである。このアルバムはヤングとプロミス・オブ・ザ・リアルの最初のコラボレーションである。このグループはルーカス・ネルソンがフロントマンを務め、彼の弟マイカをフィーチャーしており、二人ともウィリー・ネルソンの息子である。
このアルバムはヤングとジョン・ハンロンのふたりによってプロデュースされ、レコーディングの過程を記録したフィルムが付属している。

## 背景
ヤングはウィリー・ネルソンとその息子であるルーカスとマイカと長年の親交があり、2014年のファーム・エイド以降はルーカス・ネルソン&プロミス・オブ・ザ・リアルでルーカスのバンドメイトとジャムをしていた。マイカはヤングとの関わりについて、「ニールは音楽的に私たちに遠慮することを望んでいないし、私たちは皆、すぐに彼に吸収されていった。私たちは彼を尊敬しているが、彼は私たちを若者のように扱うことはなく、対等に接してくれる。彼はもう僕らの仲間だし、71歳のように振る舞ったりはしない」と語っている。

## 作詞作曲
このアルバムに収録されている曲は、ヤングの遺伝子組み換え作物（GMO）に対する不満と、遺伝子組み換え作物を使用した食品にそのような表示が義務付けられていないことを反映している。この曲「A Rock Star Bucks a Coffee Shop」は、遺伝子組み換え食品の表示を義務付けるバーモント州の住民投票の発効を阻止しようとしたスターバックスの努力に対するヤングの不満を反映したものだ
「People Want to Hear About Love」という曲は、社会問題を歌いながらも、より個人的で感情的なトピックも表現したいという、ヤングの相反する欲求のバランスを取るという挑戦を反映している。 彼はマーク・マロンにこう説明した：
「この曲の始まりは...。反企業的な曲とか、そういう曲をたくさん演奏していたんだけど、誰かがメッセージをくれたんだ。皆が聴きたい曲は愛についての曲だって。私は、『まあ、どうでもいいや。私はもう愛について歌ったんだから。「Only Love Can Break Your Heart」とか。愛のいろんな側面について歌ったんだ』ってね。つい最近もストーリートーンというアルバムで愛について歌った。ほんの2、3枚前のことだ。これは『ああいうの』しかできないんじゃないかって言われてるのか？それに、さまざまなことの危険性や、起きている不都合なことなどについては話せないのか。たとえば、公害、汚職、企業統治......。そういうことは、面白いと思うんだ」

## レコーディング
アルバムのレコーディングは2015年1月に始まった。ヤングは、ウィリー・ネルソンのアルバム『テアトロ』がレコーディングされた場所であるカリフォルニア州オックスナードにある映画館を改造したテアトロで、メンバーではないマイカを含むバンドとアルバムをレコーディングすると発表したヤングは、新曲で共演する前に新曲のいくつかを学べるように、デモを収録したCDを共演者に送った。
このレコーディングは、2015年4月にドン・ハンナがライブ・リハーサルと並行して撮影したもので、『The Monsanto Years』というタイトルの映画にもなっている。
ヤングは2015年6月10日に「Wolf Moon」のミュージックビデオを初公開した。

## 評価
| 専門評論家によるレビュー | 専門評論家によるレビュー |
| 総スコア                 | 総スコア                 |
| 出典                     | 評価                     |
| ------------------------ | ------------------------ |
| Metacritic               | 60/100                   |
| レビュー・スコア         |                          |
| 出典                     | 評価                     |
| The A.V. Club            | C                        |
| The Guardian             | [ 11 ]                   |
| Rolling Stone            | [ 12 ]                   |
| Stuff.co.nz              | [ 13 ]                   |
| Pitchfork                | 5.2/10                   |

### 批評
ガーディアンのジョン・デニスは非常に肯定的な批評で、このアルバムに5つ星のうち5つを与えた。プロミス・オブ・ザ・リアルの貢献を賞賛し、デニスは：バンドのサウンドは クレイジー・ホースに似ておらず、ヤングの50年にわたるベスト・レコードを特徴づけてきた大きなリフ、クラッシュするメジャー・コード、ハーモニーをすべて供給している」と書いている。 The A.V. Clubのザック・ショーンフェルドはこのアルバムに「C」の評価を与え、アルバムのコンセプトとその完成度は「アンダープロデュース、アンダーライティングであり、次の作品に移る前にヤングのプロモーションのエネルギーを数ヶ月（数週間や数日ではないにせよ）以上費やすことはないだろう」と評したが、ハードロックの曲の中にはハイライトもあったとも書いている。AllMusic.comのトーマス・アールワインは、このアルバムに5つ星のうち3.5をつけ、次のように主張している：「もし個々のメッセージが昨日の新聞のように色あせてしまうとしても、音楽は『モンサント・イヤーズ』を明るく燃やし続けるだろう」と。 AP通信のアルバム評では、ヤングの企業貪欲に対する批判は説教臭さに堕していると論じ、ヤングの怒りは「味わうことができるほどリアルだが、もっとシンプルで陽気な曲を求める人々を貶めるような、全知全能の先見者としてのヤングの位置づけには何か違和感がある」と述べている。
『ビルボード』は、このアルバムで批判されている企業の意見を募った：モンサント社は「モンサント社の多くの社員はニール・ヤングのファンであり、今後もファンであり続けますが、残念ながら、私たちの一部にとって、彼の今回のアルバムは、農業をより持続可能なものにするために私たちが日々行っている活動に対する私たちの強い信念を反映していないかもしれません。私たちは、私たちが何者であり、何をしているのかについて、多くの誤った情報があることを認識しており、残念ながら、そのような神話のいくつかが、この歌詞に込められているようです」とコメントした。 特に、シェブロンを除く、アルバムの歌詞に登場するすべての企業が、アルバム曲についてのコメント要請に回答を寄せている。ウォルマートは、「Big Box」の曲に反応してこう言った： 「最近ご覧になったかもしれませんが、ウォルマートは最低初任給を時給9ドルに引き上げました。我々は、人々がキャリアを築き、より良い人生を送るチャンスを提供することに誇りを持っています。」 スターバックスは 「A Rock Star Bucks a Coffee Shop」のトラックについてコメントしている：「スターバックスは、GMO（遺伝子組み換え作物）表示の問題について見解を示していません。各州に店舗と製品を持つ企業として、私たちは全国的な解決策を望んでいます。」

### モンサントの反応
同社への批判を受け、モンサントはヤングを調査し、彼のソーシャルメディア活動と音楽に関する社内メモを作成した。

## トラックリスト
| #  | タイトル                            | 作詞 | 作曲・編曲 | 時間 |
| -- | ----------------------------------- | ---- | ---------- | ---- |
| 1. | 「A New Day for Love」              |      |            | 5:52 |
| 2. | 「Wolf Moon」                       |      |            | 3:52 |
| 3. | 「People Want to Hear About Love」  |      |            | 6:19 |
| 4. | 「Big Box」                         |      |            | 8:17 |
| 5. | 「A Rock Star Bucks A Coffee Shop」 |      |            | 5:00 |
| 6. | 「Workin' Man」                     |      |            | 4:43 |
| 7. | 「Rules of Change」                 |      |            | 4:39 |
| 8. | 「Monsanto Years」                  |      |            | 7:46 |
| 9. | 「If I Don't Know」                 |      |            | 4:26 |

## 参加メンバー
- ニール・ヤング-ボーカル、ギター、プロデュース

- ルーカス・ネルソン - ギター、バッキング・ヴォーカル

- マイカ・ネルソン - エレキギター、エレキチャランゴ、バッキング・ヴォーカル

- コリー・マコーミック（Corey McCormick） - ベース・ギター、バッキング・ヴォーカル

- タト・メルガー - パーカッション

- アンソニー・ロガーフォ - ドラム

レコーディング・スタッフ
- ジョニー・ブリク - アシスタント・エンジニアリング。

- アルベルト・ヘルナンデス - アシスタント・エンジニアリング

- ジョン・ハンロン - プロデュース、エンジニアリング

- ジョン・ハウズマン：ステージ＆モニター・エンジニアリング

- クリス・カシシュ - ステージ、モニター・エンジニアリング

- キース・"モビー"・ラヌー - ギター・テック

- ボブ・ラドウィック - マスタリング

- ジェフ・ピン - エンジニアリング

- ジミー・スローン：アシスタント・エンジニアリング、プロダクション・コーディネーション

アートワーク
- ニール・ヤング、ルーカス・ネルソン、コリー・マコーミック、タトー・メルガー、アンソニー・ロガーフォ - ジャケット・デザイン

- ミカ・ネルソン：ジャケット・ペインティング、DVDレーベル・アート、ジャケット・デザイン

- ゲイリー・バーデン - アートディレクション

- ハワード・チャンドラー・クリスティ：ブックレットペインティング

- ジェニス・ヒー - アートディレクション

- エリック・ジョンソン - カバーアート、レタリング

- アザー・シュー・フォトグラフィー - ブックレットカバー撮影